# لئاندرا لیتل
لئاندرا لیتل (انگلیسی: Leandra Little؛ زادهٔ ۸ نوامبر ۱۹۸۴) بازیکن فوتبال اهل بریتانیا است.
از باشگاه‌هایی که در آن بازی کرده‌است می‌توان به باشگاه فوتبال لیورپول اشاره کرد.